# Dzsungel (film)
A Dzsungel (eredeti cím: Jungle) 2017-ben bemutatott ausztrál kalandfilm, melyet Greg McLean rendezett és Justin Monjo írt. A főszerepet Daniel Radcliffe, Alex Russell, Thomas Kretschmann, Yasmin Kassim, Joel Jackson és Jacek Koman alakítja.
Az Amerikai Egyesült Államokban 2017. augusztus 3-án mutatták be a mozikban, Magyarországon október 26-án jelent meg szinkronizálva a Pannonia Entertainment forgalmazásában.
A film megtörtént események alapján készült. Általánosságban vegyes véleményeket kapott a kritikusoktól, akik megdicsérték Radcliffe színészi alakítását. A Metacritic oldalán a film értékelése 48% a 100-ból, ami 14 véleményen alapul. A Rotten Tomatoeson a Dzsungel 50%-os minősítést kapott, 34 értékelés alapján.
A film világpremierje 2017. augusztus 3-án volt a Melbourne-i Nemzetközi Filmfesztiválon.

## Cselekménye
|  | Alább a cselekmény részletei következnek! |

Az 1980-as évek elején járunk, amikor egy izraeli kalandor, Yossi Ghinsberg (Daniel Radcliffe) három évnyi katonaság után, elutazik egészen Bolíviáig, az Amazóniai esőerdők szívébe, egy fergeteges túrára. Ott összeismerkedik egy Marcus Stamm nevezetű svájci iskolai tanárral és Marcus barátjával, Kevin Gale-el, aki egy amerikai fényképész. Miután megérkeznek La Pazba, találkoznak egy titokzatos osztrák férfival, Karl Ruchprectert-el, aki azt állítja, hogy egy elveszett indiántörzs létezik és azt akarja, hogy keressék meg őket a dzsungelben. Karl szerint arany is található a folyó mentén. Yossi hisz neki, majd meggyőzi Marcust és Kevint, hogy csatlakozzanak hozzá a dzsungelbe való útra. Marcus és Kevin vonakodva, de beleegyeznek.
Yossi, Marcus, Kevin és Karl napokig túráznak a dzsungelben. Marcus lábai azonban folyamatosan megsérülnek és Yossi azt akarja, hogy ne folytassák tovább a küldetést. Karl és Marcus úgy döntenek, hogy abbahagyják az utazást, és visszamennek La Pazba, ami három napig tart. Yossi és Kevin folytatják útjukat a folyón mindaddig, amíg egy erős áramlat el nem pusztítja a rögtönzött tutajukat, majd Yossit elsodorja az áramlat, Kevint maga mögött hagyva. A túlélésért Yossinak kés vagy bármilyen túlélési eszköz nélkül kell gondoskodnia menedékről és élelemről. Yossi kezdi a reményt elhagyni, miután elveszítette az irányt, és végig azon töpreng, hogy vajon képes lesz-e életben maradni a dzsungel torkában. Közben Kevin felfedezi a helyi falusi embereket, akik elviszik őt Rurrenabaque-ba, Curiplayától 120 mérföldre, ahol Yossi tartózkodik. Amikor odaérnek, Kevin felhívta a hatóságokat, hogy segítsenek megtalálni Yossi-t. Nem sikerült megtalálni Yossi-t a helikopteres kereséssel, de Kevin úgy véli, hogy Yosi életben van, ezért Kevin könyörög a helyi csónakosnak, hogy segítsen neki megkeresni. Kevin egyszer csak felfedezi a három hétig szenvedő, elgyengült, csontsoványra lefogyott Yossit, és elviszik Rurrenabaque-ba.
Az epilógus szerint Karlt és Marcust soha többé nem látták újra, valamint Karl-t kereste a hatóság.
|  | Itt a vége a cselekmény részletezésének! |

## Szereposztás
| Szerep           | Színész            | Magyar hang     |
| ---------------- | ------------------ | --------------- |
| Yossi Ghinsberg  | Daniel Radcliffe   | Gacsal Ádám     |
| Kevin Gale       | Alex Russell       | Fehér Tibor     |
| Marcus Stamm     | Joel Jackson       | Jakab Márk      |
| Karl Ruchprecter | Thomas Kretschmann | Mihályi Győző   |
| Amie             | Lily Sullivan      | Czető Zsanett   |
| Tico             | Luis Jose Lopez    | Koncz István    |
| Moni Ghinsberg   | Jacek Koman        | Fehér Péter     |
| Nissim bácsi     | John Bluthal       | Várkonyi András |

## A film készítése
2016. február 10-én Daniel Radcliffe csatlakozott a szereplőgárdához. 2016. március 21-én Thomas Kretschmann és Alex Russell is csatlakozott a stábhoz. A forgatás 2016. március 19-én kezdődött és április 13-án fejeződött be.

## Bemutató
A film premierje 2017. augusztus 3-án volt a Melbourne-i Nemzetközi Filmfesztiválon. 2017. november 9-én került a mozikba Ausztráliában, az Umbrella Entertainment forgalmazásában.